# M57
Мъглявината Пръстен (M57, NGC672̀0) е планетарна мъглявина, разположена по посока на съзвездието Лира. Тя е една от най-лесно разпознаваемите мъглявини.
Открита е от Антоан Даркие дьо Пелпоа през 1779 г. През 1800 г. граф Фридрих фон Хан открива слаба централна звезда със звездна величина +14,7.
Мъглявината се намира на около 2300 св. г. от Земята. Видимата ̀и звездна величина е 8,8. Мъглявината се разширява със скорост 1 дъгова секунда за век (което за разстоянието до нея отговаря на 20 – 30 км/с). Общата ̀и маса е 1,2 слънчеви маси. Смята се, че разширението ̀и е започнало преди 1610 ± 240 години. Вероятно има форма на издължен сфероид със струпване на маса към екватора.
В мъглявината са развити възли (спорадични струпвания на материя). Като цяло повечето възли са от неутрално вещество, но някои от тях са съставени от йонизиран азот.

## M57 в културата
М57 се появява в III сезон на телевизионния сериал „Криминални уравнения“, където се правят няколко сравнения между сложността на човешката психика и структурата на мъглявината. В „Бойна звезда „Галактика" изображение на мъглявината се появява под името Окото на Юпитер. Мъглявината Пръстен се появява на карта в „Astrometrics Lab“ на кораба „Вояджър“ в телевизионния сериал „Стар Трек: Вояджър“.